# 몰도바 공화국 의회
몰도바 공화국 의회(루마니아어: Parlamentul Republicii Moldova)는 몰도바의 입법부이다.